# 都をどり
都をどり（みやこをどり）は、日本国京都市の祇園甲部歌舞練場で毎年4月に開催される、祇園甲部の芸妓・舞妓による舞踊公演である。1872年（明治5年）に始まり、戦争や疫病による中断を経るも、2024年（令和6年）で開催通算150回に達した。

## 沿革
京都府参事で後に2代京都府知事になる槇村正直が、一力亭当主の杉浦治郎右衞門に第1回京都博覧会の附博覧（余興）について相談したことに始まる。芸妓・舞妓を一堂に集めた舞台を披露するという話でまとまり、杉浦治郎右衞門は京舞井上流家元の井上春子に、井上春子は鳴物の師匠吉田咲松に協力を持ち掛けた。槇村正直が作詞を、井上春子が振付を担当し、都踊と称して博覧会開幕の3日後となる1872年4月20日（旧暦:明治5年3月13日）から博覧会閉幕日の同年7月5日（旧暦:明治5年5月30日）まで開催された。舞台まで両側の花道が設えられ、今までの舞台とは一味違う革新的で、花道からお揃いの衣装を着けた踊り子たちが登場して観客を驚かせた。
明治時代末期に、八景で構成される現在のスタイルが確立した。京都および日本各地の名所（日光東照宮や三保の松原など）、四季、歌舞伎作品や『源氏物語』といった幅広い題材をとりいれ、その年の干支や話題にちなみ、新たなる志向で上演され続けている。

## 年表
- 1872年（明治5年）：廓内新橋の松の家人寄席にて初開催[8]。
- 1873年（明治6年）：新設した祇園新地歌舞練場[注 5]にて開催[10]。
- 1884年（明治17年）：舞台照明に弧光燈を試用[注 6][14]。
- 1889年（明治22年）：舞台照明に白熱燈を試用[注 7][15]。
- 1913年（大正2年）：新築した祇園甲部歌舞練場にて開催[18]。祇園甲部歌舞練場（京都市東山区）

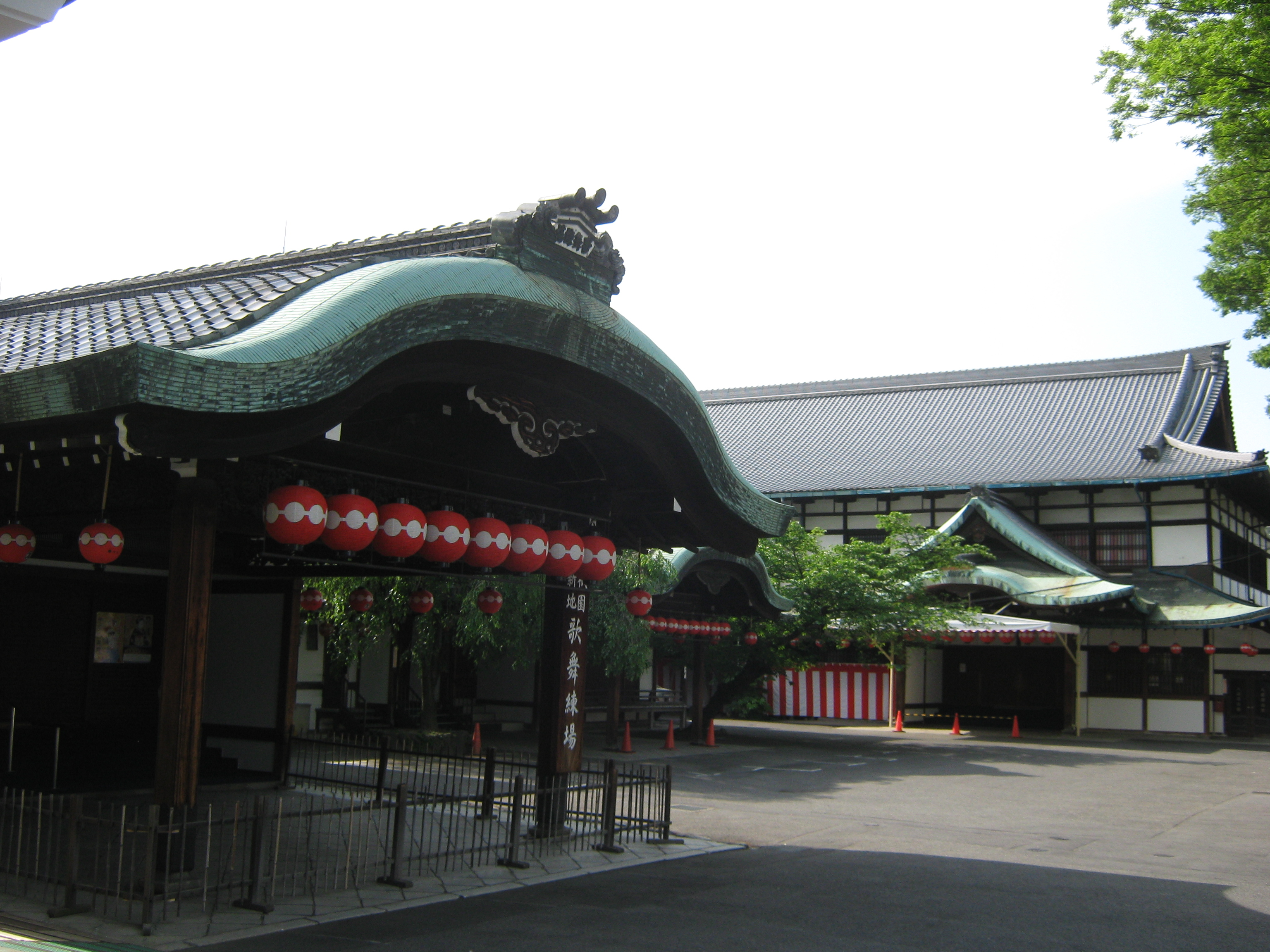
祇園甲部歌舞練場（京都市東山区）

- 1944年（昭和19年） - 1949年（昭和24年）：戦中・戦後の影響で6年間休演。
- 1950年（昭和25年）：南座で再開。
- 1953年（昭和28年）：祇園甲部歌舞練場で再開。
- 2017年（平成29年）：祇園甲部歌舞練場の耐震改修に伴い、会場が京都芸術劇場春秋座に変更となる[19]。
- 2019年（平成31年）：耐震改修を終えた南座に会場を移して開催[20]。
- 2020年（令和2年）：新型コロナウイルス感染症感染拡大のため中止[21]。
- 2021年（令和3年）：前年と同じく新型コロナウイルス感染症感染拡大のため中止[注 8][24]。
- 2022年（令和4年）：南座で3年ぶりに開催再開[25][26]。
- 2023年（令和5年）：耐震改修を終えた祇園甲部歌舞練場で7年ぶりに開催[27]。

## しくみ

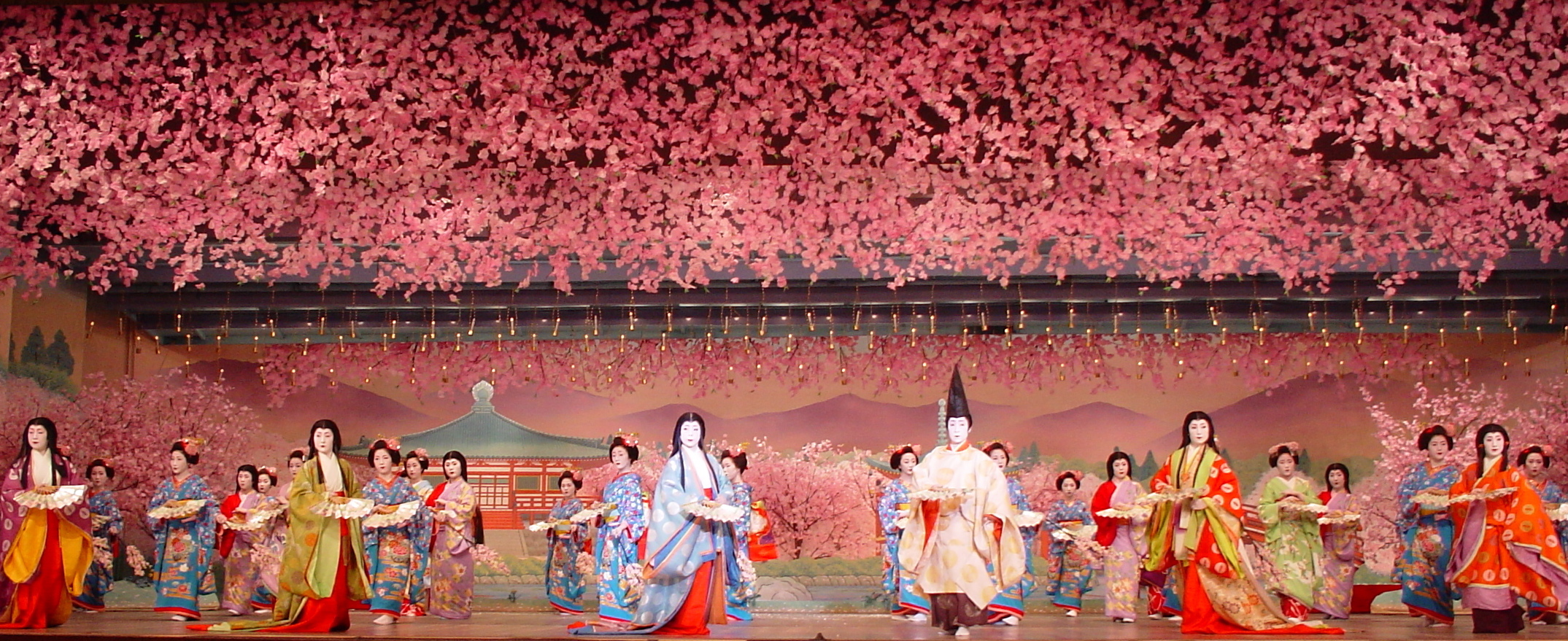
都をどりの様子。

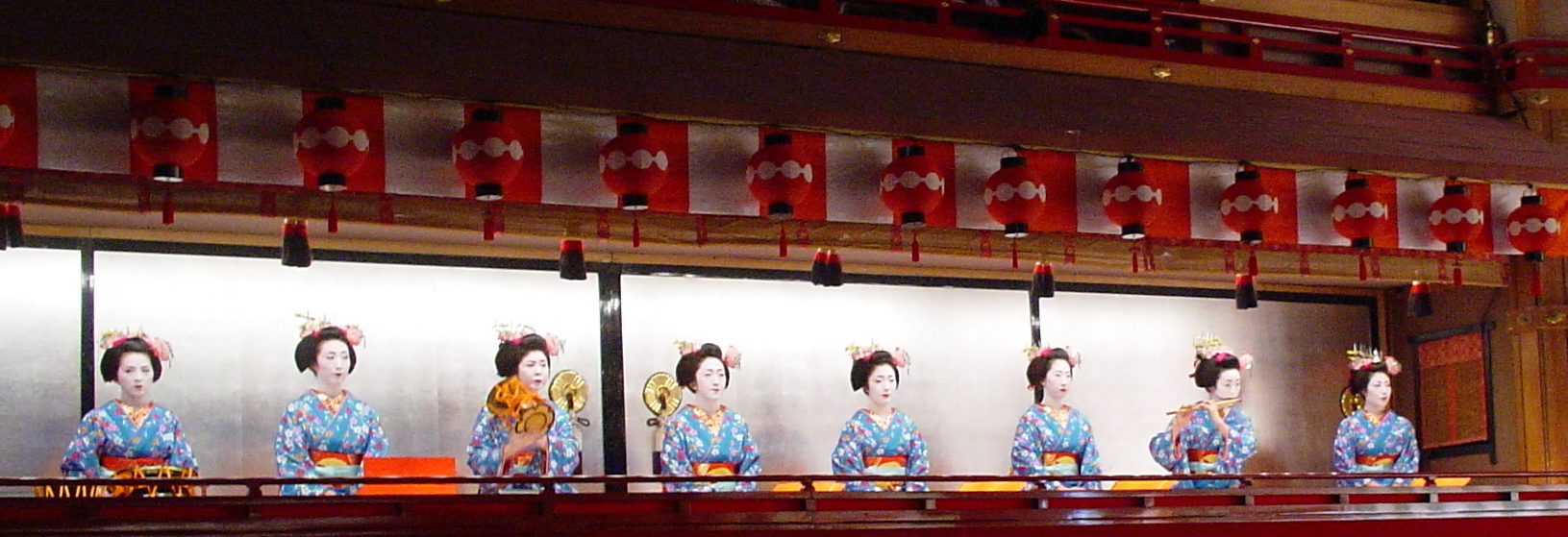
舞妓たちによる演奏

都をどりは原則として、総踊形式で一貫し、京都の名所などを長唄などで紹介しながら踊り、明治以来その形式で踏襲されている。最初の場面は井上流の故事にちなみ銀襖を張り詰められた舞台から始まる。銀襖は御所を表している。
大正天皇即位記念公演から「別踊」（べつおどり）という中挿みの場面が加わり、さらに内容も増し、主に歌舞伎や文学、逸話などを取り入れ10分間で踊りながら物語の内容を説明をする。毎年、都をどりの作家らがマンネリを恐れ、それに悩ませながら製作し、振り付け、音楽、美術などの打ち合わせを重ねて、来年の春までに準備を続けている。

## 茶席

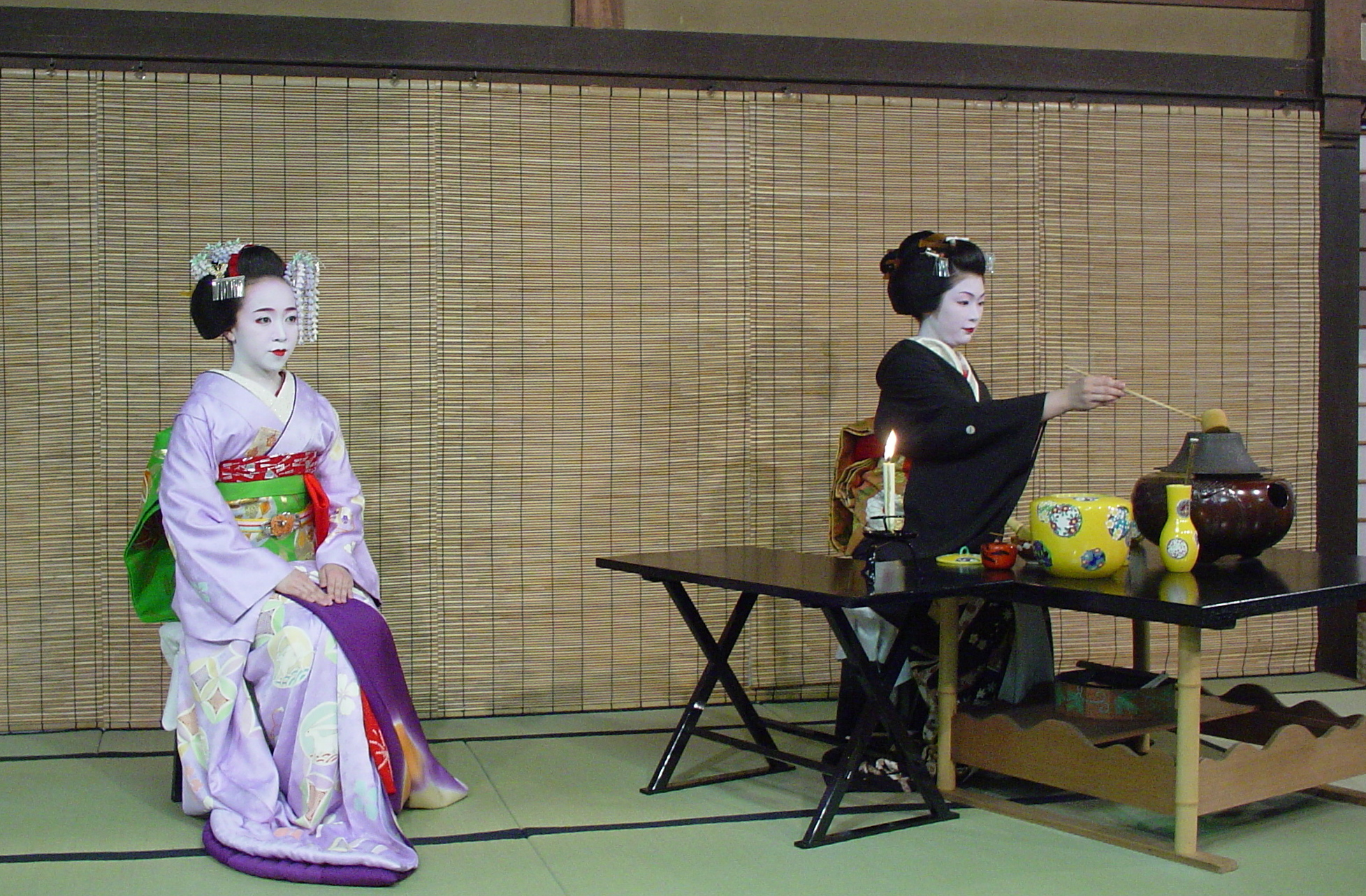
お茶席

上演前、祇園甲部歌舞練場の2階で茶席が設けられる。一日交替制で点茶をする芸妓は京風の島田髷を地毛で結い、衿を裏返す黒紋付の正装姿で登場する。控えは舞妓が担当をする。時代によっては舞妓、当時甲部にいた太夫が点茶を担当したり、複数の芸妓が時間によって交替することがあった。また現在、控えの舞妓は一人だが、控えの舞妓が二人であった時代もあった。
都をどりでの呈茶は1873年（明治6年）の第二回から始まり、点前は立礼式を採用した。初めは歌舞練場近接の有樂館で、後に歌舞練場内で行われてが、1894年（明治27年）からは歌舞練場を増築し茶席が設けられた。
2019年（平成31年）、2022年（令和4年）は南座の都合で茶席は設けなかった。2023年（令和5年）、再開された。

## 歴代歌題

### 1872年〜1900年
| 回 | 年代               | 期間              | 歌題       | 作詞     | 備考                                         |
| -- | ------------------ | ----------------- | ---------- | -------- | -------------------------------------------- |
| 1  | 1872年（明治5年）  | 3月13日〜5月30日  | 十二調     | 槇村正直 | 廓内新橋の松の家人寄席にて開催。             |
| 2  | 1873年（明治6年）  | 3月16日〜         | 洛の魁     | 横井雅頌 | この回より新築した祇園新地歌舞練場にて開催。 |
| 3  | 1874年（明治7年）  | 3月1日〜4月4日    | 京の花     | 横井雅頌 |                                              |
| 4  | 1875年（明治8年）  | 3月1日〜          | 四季の賑ひ | 横井雅頌 |                                              |
| 5  | 1876年（明治9年）  | 3月19日〜         | 花の鏡     | 片山花朴 |                                              |
| 6  | 1877年（明治10年） | 3月15日〜         | 京名所     | 片山花朴 |                                              |
| 7  | 1878年（明治11年） | 3月15日〜         | 花くらべ   | 片山花朴 |                                              |
| 8  | 1879年（明治12年） | 3月15日〜         | 花紫       | 片山花朴 |                                              |
| 9  | 1880年（明治13年） | 3月1日〜          | 比翼の袖   | 片山花朴 |                                              |
| 10 | 1881年（明治14年） | 3月1日〜          | 東山の景   | 冷泉爲紀 |                                              |
| 11 | 1882年（明治15年） | 3月1日〜          | 薰の袖     | 冷泉爲紀 |                                              |
| 12 | 1883年（明治16年） | 3月1日〜          | 雪月花     | 冷泉爲紀 |                                              |
| 13 | 1884年（明治17年） | 3月1日〜          | 八坂源氏   | 冷泉爲紀 |                                              |
| 14 | 1885年（明治18年） | 3月1日〜          | 律のしらべ | 冷泉爲紀 |                                              |
| 15 | 1886年（明治19年） | 4月1日〜4月22日   | 花の寫し繪 | 冷泉爲紀 |                                              |
| 16 | 1887年（明治20年） | 2月6日〜2月25日   | 池水波靜   | 冷泉爲紀 |                                              |
| 17 | 1888年（明治21年） | 4月11日〜4月25日  | 雪松を埋む | 冷泉爲紀 |                                              |
| 18 | 1888年（明治21年） | 8月14日〜8月27日  | 四方の錦   | 冷泉爲紀 | 第3回關西府縣聯合共進會余興として開催。      |
| 19 | 1889年（明治22年） | 4月20日〜5月10日  | 水石契久   | 冷泉爲紀 |                                              |
| 20 | 1890年（明治23年） | 4月20日〜5月10日  | 寄國祝     | 冷泉爲紀 |                                              |
| 21 | 1891年（明治24年） | 4月7日〜4月27日   | 社頭祈世   | 冷泉爲紀 |                                              |
| 22 | 1892年（明治25年） | 4月7日〜4月27日   | 都の四季   | 冷泉爲紀 |                                              |
| 23 | 1893年（明治26年） | 4月7日〜4月27日   | 雲井の翅   | 冷泉爲紀 |                                              |
| 24 | 1894年（明治27年） | 4月7日〜4月27日   | 三ツの都   | 冷泉爲紀 |                                              |
| 25 | 1895年（明治28年） | 4月7日〜5月4日    | 四方の詠め | 冷泉爲紀 |                                              |
| 26 | 1895年（明治28年） | 10月20日〜11月4日 |            | 冷泉爲紀 | 平安遷都紀念祭につき開催。                   |
| 27 | 1896年（明治29年） | 4月7日〜4月27日   | 社廻り     | 冷泉爲紀 |                                              |
| 28 | 1897年（明治30年） | 4月7日〜4月27日   | 操の春     | 冷泉爲紀 |                                              |
| 29 | 1898年（明治31年） | 4月7日〜4月27日   | 勳功瓢     | 冷泉爲紀 |                                              |
| 30 | 1899年（明治32年） | 4月7日〜4月27日   | 豐の惠み   | 冷泉爲紀 |                                              |
| 31 | 1900年（明治33年） | 4月7日〜4月27日   | 大和の四季 | 冷泉爲紀 |                                              |

### 1901年〜1943年
| 回 | 年代               | 期間              | 歌題                 | 作詞       | 備考                                                                           |
| -- | ------------------ | ----------------- | -------------------- | ---------- | ------------------------------------------------------------------------------ |
| 32 | 1901年（明治34年） | 4月7日〜4月27日   | 滋賀のながめ         | 冷泉爲紀   |                                                                                |
| 33 | 1902年（明治35年） | 4月1日〜4月28日   | 御代の光り           | 冷泉爲紀   |                                                                                |
| 34 | 1903年（明治36年） | 4月1日〜5月20日   | 源氏模樣             | 冷泉爲紀   |                                                                                |
| 35 | 1904年（明治37年） | 4月1日〜4月28日   | 三ツの月             | 冷泉爲紀   |                                                                                |
| 36 | 1905年（明治38年） | 4月1日〜4月28日   | 三ツの神垣           | 冷泉爲紀   |                                                                                |
| 37 | 1906年（明治39年） | 4月1日〜4月28日   | 四方の名所           | 北小路随光 |                                                                                |
| 38 | 1907年（明治40年） | 4月1日〜4月28日   | 大日本三つの名どころ | 北小路随光 |                                                                                |
| 39 | 1908年（明治41年） | 4月1日〜4月30日   | 有職雲井の錦         | 北小路随光 |                                                                                |
| 40 | 1909年（明治42年） | 4月1日〜4月30日   | 謠曲四季の眺め       | 北小路随光 |                                                                                |
| 41 | 1910年（明治43年） | 4月1日〜4月30日   | 花の都代々の錦       | 北小路随光 |                                                                                |
| 42 | 1911年（明治44年） | 4月1日〜4月30日   | 伊勢物語四季の眺め   | 北小路随光 |                                                                                |
| 43 | 1912年（明治45年） | 4月1日〜4月30日   | 有職四季のながめ     | 北小路随光 |                                                                                |
| 44 | 1913年（大正2年）  | 4月1日〜4月30日   | 美津乃美屋志路       | 猪熊淺麿   | この回より新築した祇園甲部歌舞練場にて開催。                                   |
| 45 | 1914年（大正3年）  | 4月1日〜4月30日   | 新古今御代のことほぎ | 猪熊淺麿   |                                                                                |
| 46 | 1915年（大正4年）  | 4月1日〜4月30日   | 今樣ゆかりの四季     | 猪熊淺麿   |                                                                                |
| 47 | 1915年（大正4年）  | 11月8日〜12月10日 | 都名所               | 猪熊淺麿   | 大正の「大典奉祝都踊」として開催。                                             |
| 48 | 1916年（大正5年）  | 4月1日〜4月30日   | 四季のみやび         | 猪熊淺麿   |                                                                                |
| 49 | 1917年（大正6年）  | 4月1日〜4月30日   | 菊花彌榮薰           | 猪熊淺麿   |                                                                                |
| 50 | 1918年（大正7年）  | 4月1日〜4月30日   | 五十鈴の調べ         | 猪熊淺麿   |                                                                                |
| 51 | 1919年（大正8年）  | 4月1日〜4月30日   | 今紫四季榮           | 猪熊淺麿   |                                                                                |
| 52 | 1920年（大正9年）  | 4月1日〜4月30日   | 花橘袖の薫           | 猪熊淺麿   |                                                                                |
| 53 | 1921年（大正10年） | 4月1日〜4月30日   | 輝く日本             | 猪熊淺麿   |                                                                                |
| 54 | 1922年（大正11年） | 4月1日〜4月30日   | 旭の御影             | 猪熊淺麿   |                                                                                |
| 55 | 1923年（大正12年） | 4月1日〜4月30日   | 千代の友鶴           | 猪熊淺麿   |                                                                                |
| 56 | 1924年（大正13年） | 4月1日〜4月30日   | 浮寶春の賑           | 猪熊淺麿   |                                                                                |
| 57 | 1925年（大正14年） | 4月1日〜4月30日   | 長久樂御代の壽       | 猪熊淺麿   |                                                                                |
| 58 | 1926年（大正15年） | 4月1日〜4月30日   | 千歳の都風           | 猪熊淺麿   |                                                                                |
| 59 | 1927年（昭和2年）  | 4月1日〜4月30日   | 隆榮の曉天           | 猪熊淺麿   |                                                                                |
| 60 | 1928年（昭和3年）  | 4月1日〜4月30日   | 旭の輝               | 猪熊淺麿   |                                                                                |
| 61 | 1928年（昭和3年）  | 11月4日〜12月10日 | 奉壽萬歳樂           | 猪熊淺麿   | 昭和の「御大禮奉祝都踊」として開催。                                           |
| 62 | 1929年（昭和4年）  | 4月1日〜4月30日   | 色繪の檜扇           | 猪熊淺麿   |                                                                                |
| 63 | 1930年（昭和5年）  | 4月1日〜4月30日   | 都めぐり             | 猪熊淺麿   |                                                                                |
| 64 | 1931年（昭和6年）  | 4月1日〜4月30日   | 浮模樣義士の面影     | 猪熊淺麿   |                                                                                |
| 65 | 1932年（昭和7年）  | 4月1日〜4月30日   | 都の壽惠廣           | 猪熊淺麿   | 実費を除いた売上金全額を、京都市防空設備費並びに戦死者遺族慰金として寄附した。 |
| 66 | 1933年（昭和8年）  | 4月1日〜4月30日   | 御國の礎             | 猪熊淺麿   |                                                                                |
| 67 | 1934年（昭和9年）  | 4月1日〜4月30日   | 四絃の調             | 猪熊淺麿   |                                                                                |
| 68 | 1935年（昭和10年） | 4月1日〜4月30日   | 謠曲今樣鏡           | 猪熊淺麿   |                                                                                |
| 69 | 1936年（昭和11年） | 4月1日〜4月30日   | 續謠曲今樣鏡         | 猪熊淺麿   |                                                                                |
| 70 | 1937年（昭和12年） | 4月1日〜4月30日   | 風流於國歌舞伎       | 猪熊淺麿   |                                                                                |
| 71 | 1938年（昭和13年） | 4月1日〜4月30日   | 旭光遍輝             | 猪熊淺麿   |                                                                                |
| 72 | 1939年（昭和14年） | 4月1日〜4月30日   | 建武の源             | 猪熊淺麿   |                                                                                |
| 73 | 1940年（昭和15年） | 4月1日〜4月30日   | 輝く聖蹟             | 猪熊淺麿   |                                                                                |
| 74 | 1941年（昭和16年） | 4月1日〜4月30日   | 旭光耀海洋           | 猪熊淺麻呂 |                                                                                |
| 75 | 1942年（昭和17年） | 4月1日〜4月30日   | 御國の誇             | 猪熊淺麿   |                                                                                |
| 76 | 1943年（昭和18年） | 4月1日〜4月30日   | 皇國のみやび         | 猪熊淺麿   |                                                                                |

### 1950年〜2000年
| 回  | 年代               | 期間              | 歌題                 | 作詞                 | 備考                                                                     |
| --- | ------------------ | ----------------- | -------------------- | -------------------- | ------------------------------------------------------------------------ |
| 77  | 1950年（昭和25年） | 4月1日〜4月30日   | 京洛名所鑑           | 吉井勇               | 祇園甲部歌舞練場が占領軍向けの慰安施設となっていたため、南座で開催再開。 |
| 78  | 1951年（昭和26年） | 4月1日〜5月10日   | 色競戀繪姿           | 吉井勇               | 南座にて開催。                                                           |
| 79  | 1952年（昭和27年） | 4月1日〜5月10日   | 舞姿忠臣蔵           | 吉井勇               | 南座にて開催。                                                           |
| 80  | 1953年（昭和28年） | 4月5日〜5月20日   | 謡曲六佳撰           | 吉井勇               | 返還され大改修を終えた祇園甲部歌舞練場で開催再開。                       |
| 81  | 1954年（昭和29年） | 4月1日〜5月15日   | 春色阿国歌舞伎       | 吉井勇               |                                                                          |
| 82  | 1955年（昭和30年） | 4月1日〜5月15日   | 舞扇源氏物語         | 吉井勇               |                                                                          |
| 83  | 1956年（昭和31年） | 4月1日〜5月15日   | 極彩色近松絵巻       | 吉井勇               |                                                                          |
| 84  | 1957年（昭和32年） | 4月1日〜5月15日   | 謡曲平家物語         | 吉井勇               |                                                                          |
| 85  | 1958年（昭和33年） | 4月1日〜5月18日   | 風流京洛の四季       | 吉井勇               |                                                                          |
| 86  | 1959年（昭和34年） | 4月1日〜5月18日   | 夢模様謡曲絵巻       | 吉井勇               |                                                                          |
| 87  | 1960年（昭和35年） | 4月1日〜5月18日   | 京舞華洛屏風         | 吉井勇               |                                                                          |
| 88  | 1961年（昭和36年） | 4月1日〜5月18日   | 京舞扇八景           | 吉井勇               |                                                                          |
| 89  | 1962年（昭和37年） | 4月1日〜5月10日   | 巴紋都絵姿           | 猪熊兼繁             |                                                                          |
| 90  | 1963年（昭和38年） | 4月1日〜5月10日   | 王朝都の栄華         | 猪熊兼繁             |                                                                          |
| 91  | 1964年（昭和39年） | 4月1日〜5月10日   | 都のおも影           | 猪熊兼繁             |                                                                          |
| 92  | 1964年（昭和39年） | 10月7日〜10月26日 | 都とりどり色模様     | 猪熊兼繁             | オリンピック東京大会記念                                                 |
| 93  | 1965年（昭和40年） | 4月1日〜5月10日   | 美彌古風流           | 猪熊兼繁             |                                                                          |
| 94  | 1966年（昭和41年） | 4月1日〜5月10日   | 舞扇源氏物語         | 吉井勇               | 吉井勇の七回忌を追善し、第82回の「舞扇源氏物語」を再演した。             |
| 95  | 1967年（昭和42年） | 4月1日〜5月10日   | 維新其前夜           | 猪熊兼繁             |                                                                          |
| 96  | 1968年（昭和43年） | 4月1日〜5月10日   | 舞扇観世水           | 猪熊兼繁             |                                                                          |
| 97  | 1969年（昭和44年） | 4月1日〜5月10日   | 舞姿容洛中洛外       | 猪熊兼繁             |                                                                          |
| 98  | 1970年（昭和45年） | 4月1日〜5月10日   | 都風流京の四季       | 猪熊兼繁             |                                                                          |
| 99  | 1971年（昭和46年） | 4月1日〜5月10日   | 京舞忠臣蔵           | 猪熊兼繁             |                                                                          |
| 100 | 1972年（昭和47年） | 4月1日〜5月10日   | 能楽風流百年春       | 猪熊兼繁             | 創始百年記念                                                             |
| 101 | 1973年（昭和48年） | 4月1日〜4月30日   | 舞姿都名所           | 猪熊兼繁             |                                                                          |
| 102 | 1974年（昭和49年） | 4月1日〜4月30日   | 美彌古物語           | 猪熊兼繁             |                                                                          |
| 103 | 1975年（昭和50年） | 4月1日〜4月30日   | 都辺縁四季           | 猪熊兼繁             |                                                                          |
| 104 | 1976年（昭和51年） | 4月1日〜4月30日   | 京舞都面影           | 猪熊兼繁             |                                                                          |
| 105 | 1977年（昭和52年） | 4月1日〜4月30日   | いろとりどり京の面影 | 猪熊兼繁             |                                                                          |
| 106 | 1978年（昭和53年） | 4月1日〜4月30日   | 京舞都絵姿           | 猪熊兼繁             |                                                                          |
| 107 | 1979年（昭和54年） | 4月1日〜4月30日   | 都風流京の四季       | 猪熊兼繁             |                                                                          |
| 108 | 1980年（昭和55年） | 4月1日〜4月30日   | 月雪花名所図絵       | 阪倉篤義             |                                                                          |
| 109 | 1981年（昭和56年） | 4月1日〜4月30日   | 名所尽四季花鳥       | 阪倉篤義             |                                                                          |
| 110 | 1982年（昭和57年） | 4月1日〜4月30日   | 花競都名所絵巻       | 阪倉篤義             |                                                                          |
| 111 | 1983年（昭和58年） | 4月1日〜4月30日   | 花暦都八景           | 阪倉篤義             |                                                                          |
| 112 | 1984年（昭和59年） | 4月1日〜4月30日   | 京近江名所絵尽       | 阪倉篤義             |                                                                          |
| 113 | 1985年（昭和60年） | 4月1日〜4月30日   | 平家物語縁名所       | 阪倉篤義・宗政五十緒 |                                                                          |
| 114 | 1986年（昭和61年） | 4月1日〜4月30日   | 巡寅年京名所鑑       | 阪倉篤義・宗政五十緒 |                                                                          |
| 115 | 1987年（昭和62年） | 4月1日〜4月30日   | 華模様名所玉章       | 阪倉篤義・宗政五十緒 |                                                                          |
| 116 | 1988年（昭和63年） | 4月1日〜4月30日   | 雪月花洛中洛外       | 阪倉篤義・宗政五十緒 |                                                                          |
| 117 | 1989年（平成元年） | 4月1日〜4月30日   | 百千鳥歌舞名所       | 阪倉篤義・宗政五十緒 |                                                                          |
| 118 | 1990年（平成2年）  | 4月1日〜4月30日   | 御代始歌舞七種       | 阪倉篤義・宗政五十緒 |                                                                          |
| 119 | 1991年（平成3年）  | 4月1日〜4月30日   | 四季詠諸国物語       | 阪倉篤義・宗政五十緒 |                                                                          |
| 120 | 1992年（平成4年）  | 4月1日〜4月30日   | 京東西四季彩色       | 阪倉篤義・宗政五十緒 |                                                                          |
| 121 | 1993年（平成5年）  | 4月1日〜4月30日   | 酉歳四季寿           | 阪倉篤義・宗政五十緒 |                                                                          |
| 122 | 1994年（平成6年）  | 4月1日〜4月30日   | 千載繁栄平安京       | 阪倉篤義・宗政五十緒 | 平安建都千二百年記念                                                     |
| 123 | 1995年（平成7年）  | 4月1日〜4月30日   | 新化粧歌舞姿絵       | 阪倉篤義・宗政五十緒 |                                                                          |
| 124 | 1996年（平成8年）  | 4月1日〜4月30日   | 還春平安豊楽賑       | 宗政五十緒           |                                                                          |
| 125 | 1997年（平成9年）  | 4月1日〜4月30日   | 長春平安絵草紙       | 宗政五十緒           |                                                                          |
| 126 | 1998年（平成10年） | 4月1日〜4月30日   | 春賑洛中洛外図       | 宗政五十緒           |                                                                          |
| 127 | 1999年（平成11年） | 4月1日〜4月30日   | 春舞能楽名所尽       | 宗政五十緒           |                                                                          |
| 128 | 2000年（平成12年） | 4月1日〜4月30日   | 新千年名所図会       | 宗政五十緒           |                                                                          |

### 2001年〜2024年
| 回  | 年代               | 期間            | 歌題                         | 作詞       | 備考                                 |
| --- | ------------------ | --------------- | ---------------------------- | ---------- | ------------------------------------ |
| 129 | 2001年（平成13年） | 4月1日〜4月30日 | 新世紀歌舞姿絵               | 宗政五十緒 |                                      |
| 130 | 2002年（平成14年） | 4月1日〜4月30日 | 仮名手本都玉章               | 宗政五十緒 | 都をどり初演130周年                  |
| 131 | 2003年（平成15年） | 4月1日〜4月30日 | 京暦歌舞伎魁                 | 橋本初子   | 都をどり初の女性作家による演目       |
| 132 | 2004年（平成16年） | 4月1日〜4月30日 | 春宴京歌謡都伝説             | 橋本初子   |                                      |
| 133 | 2005年（平成17年） | 4月1日〜4月30日 | 雪月花古都映絵               | 橋本初子   |                                      |
| 134 | 2006年（平成18年） | 4月1日〜4月30日 | 京舞歴史絵鏡                 | 橋本初子   |                                      |
| 135 | 2007年（平成19年） | 4月1日〜4月30日 | 都風流名所絵巻               | 橋本初子   |                                      |
| 136 | 2008年（平成20年） | 4月1日〜4月30日 | 都今源氏面影                 | 橋本初子   |                                      |
| 137 | 2009年（平成21年） | 4月1日〜4月30日 | 水映桜花絵巻                 | 橋本初子   |                                      |
| 138 | 2010年（平成22年） | 4月1日〜4月30日 | 桜花訪京都歴史               | 橋本初子   |                                      |
| 139 | 2011年（平成23年） | 4月1日〜4月30日 | 春花京都名所尽               | 橋本初子   |                                      |
| 140 | 2012年（平成24年） | 4月1日〜4月30日 | 平清盛由緒名所               | 橋本初子   |                                      |
| 141 | 2013年（平成25年） | 4月1日〜4月30日 | 春宴四季巡昔話               | 橋本初子   |                                      |
| 142 | 2014年（平成26年） | 4月1日〜4月30日 | 昔伝来大和宝尽               | 植木朝子   |                                      |
| 143 | 2015年（平成27年） | 4月1日〜4月30日 | 花都琳派染模様               | 植木朝子   |                                      |
| 144 | 2016年（平成28年） | 4月1日〜4月30日 | 名所巡四季寿                 | 植木朝子   |                                      |
| 145 | 2017年（平成29年） | 4月1日〜4月23日 | 洛北名所逍遥                 | 植木朝子   | 歌舞練場改修のため春秋座にて開催。   |
| 146 | 2018年（平成30年） | 4月1日〜4月24日 | 続洛北名跡巡                 | 植木朝子   | 春秋座にて開催。                     |
| 147 | 2019年（平成31年） | 4月1日〜4月27日 | 御代始歌舞伎彩               | 植木朝子   | 南座新開場記念                       |
|     | 2020年（令和2年）  | 4月1日〜4月27日 | 技競令和花模様               | 植木朝子   | 南座で開催予定もコロナ禍により中止。 |
|     | 2021年（令和3年）  | 4月1日〜4月20日 |                              | 植木朝子   | 南座で開催予定もコロナ禍により中止。 |
| 148 | 2022年（令和4年）  | 4月1日〜4月24日 | 泰平祈令和花模様             | 植木朝子   | コロナ禍を経て3年ぶりに南座で開催。  |
| 149 | 2023年（令和5年）  | 4月1日〜4月30日 | 新華舞台祇園繁栄             | 植木朝子   | 祇園甲部歌舞練場新開場記念柿落し公演 |
| 150 | 2024年（令和6年）  | 4月1日〜4月30日 | 都をどり百五十回源氏物語舞扇 | 植木朝子   | 第150回記念公演                      |

## 余聞
- 総踊りの衣装は、概ね青色に染められた浜縮緬の生地が用いられる[174]。顔映り、舞台映りが良いことが理由という[174]。例年8月から井上八千代らにより意匠の検討を始め、年末までに友禅の染型が彫られる[174]。1月から日産1枚のペースで染め上げられ、順次仕立てられる[174]。1872年（明治5年）の初演から、意匠は株式会社田畑染飾美術研究所[注 33]が、染めは株式会社岡重[注 34]が担い、戦後再開した1950年（昭和25年）以降は、全工程の管理と仕立ての手配を大丸京都店が担当している[174][177][178]。開催期間中は、会場に仕立て職人が常駐し、ほつれ等をその場で補修するが、楽日には使い回せないほどに傷んでしまうという[117][174]。
- 都をどりの舞台背景画は、概ね有限会社川面美術研究所の創業者一族の手によるものである[179]。1872年（明治5年）の初演から1902年（明治35年）までは二代野村芳国が、1903年（明治36年）から1957年（昭和32年）までは二代野村芳国の婿である野村芳光が、1958年（昭和33年）から2005年（平成17年）までは野村芳光の継子である川面稜一が、2006年（平成18年）からは同研究所の沼田修が担っている[179][180]。
- 2017年（平成29年）に、祇園甲部歌舞練場の耐震改修のため会場が京都造形芸術大学附設の春秋座となった際、会場内に同大の学生らの作品を展示する「ウェルカム・アート」が設けられた[181]。その展示物の一つである「HANAO SHOES」が好評を得て、「都をどりが切っ掛けの製品」として市販化された[182][183]。株式会社ムーンスターの運動靴と菊之好株式会社の鼻緒を用い、株式会社CHIMASKIが販売する[183]。翌2018年（平成30年）に春秋座で、2019年（平成31年）に南座で開催した都をどりでは、来場者向けに販売された[184][185]。

## 脚註

### 註釈
1. ↑  京都府大参事であったとする記事もある[3]。
2. ↑  のちの片山春子、三世井上八千代[5]。
3. ↑  表記を「都をどり」に統一したのは昭和の初めだという[6]。
4. ↑  杉浦治郎右衞門や井上春子が、伊勢古市の伊勢音頭を模した下河原のまくづ踊を参考にしたという伝承があるが、明治5年以前に下河原でまくづ踊が開催されたという史料も、都踊が伊勢音頭を参考にしたという史料も見つかっていない[4]。
5. ↑  都をどりの会場として、廃寺だった建仁寺塔頭清住院を改築した「歌舞練場」を新たに設けた[9]。
6. ↑  京都博覽會社の都をどりの舞台照明に弧光燈を試用したいという求めに府が応じ、大倉組商會より点燈装置一式を借り受け、3月31日から試した[11]。大倉組商會の英国人技師が常駐したが、長期の公演期間中の運用を実際に担ったのは邦人で、特に若き日の二代島津源蔵が活躍したという[12][13]。
7. ↑  京都電燈株式會社からの宣伝も兼ねて都をどりの舞台照明に白熱燈点燈装置一式を安価で提供したいという申し出に応じ、白熱燈による舞台照明を試した[15][16]。これは京都府内における白熱燈点灯の最初の例となった[16]。実は前年に試用を予定していたが、費用が折り合わず実施できなかった[17]。
8. ↑  代替として小公演「春の雅」を4月12日から4月20日の期間で開催するも、4月17日に出演する芸舞妓2名に新型コロナウイルス感染症罹患が判明し、20日までの全公演が中止となった[22][23]
9. ↑  立礼式は、11代千宗室が1872年（明治5年）の第1回京都博覧会のために考案した点前で、外国人に配慮し机や椅子を用いる[28]。
10. ↑  旧暦。
11. ↑  作詞を京都府参事の槇村正直とするのは、歌詞は府庁下げ渡しという意味である[36][37]。
12. ↑  作詞を京都府権参事の横井雅頌とするのは、歌詞は府庁下げ渡しという意味である[36][37]
13. ↑  11月10日から同月16日まで一般観覧をやめ、大典参列の内外貴賓を招待した[54]。
14. ↑  他に、「考案」を杉浦治郎右衞門が担った。
15. ↑  他に、「考案」を杉浦治郎右衞門が担った[61]。
16. ↑  他に、「構成」を猪熊兼繁が担った[37][66]。
17. ↑  他に、「構成」を猪熊兼繁及び武智鐡二が担った[69][70]。
18. ↑  他に、「考案」を谷崎潤一郎が、「構成考証」を猪熊兼繁及び武智鐡二が担った[72]。
19. ↑  他に、谷崎潤一郎が狂言『墨塗平中』を寄せ、「構成」を猪熊兼繁、片山九郎右衞門及び武智鐡二が担った[74]。
20. ↑  他に、「考案」を猪熊兼繁が担った
21. 1 2  他に、「監修」を谷崎潤一郎が担った[77]。
22. ↑  他に、「構成」を 観世元正及び片山九郎右衞門が、「考証」を猪熊兼繁が担った[79]。
23. ↑  他に、「構成」を片山博通が担った[88]。
24. ↑  他に、「構成」と「考証」を片山博通が担った[89]。
25. ↑  他に、「構成」を観世元正が担った[101]。
26. ↑  他に、「構成」を観世元正及び片山博太郎が担った[106]。
27. ↑  他に、「構成」を観世元正及び片山博太郎が担った[107]。
28. ↑  「作詞」と「考証」を、第三景まで阪倉篤義が、第四景から宗政五十緒が分担したとする記事もある[116]。
29. ↑  他に、「考証」を宗政五十緒が担った[注 28][117]。
30. ↑  他に、「考証」を宗政五十緒が担った[124]。
31. ↑  4月10日と同月17日は休演日とした[157]。
32. ↑  4月11日は休演日とした[168]
33. ↑  株式会社田畑染飾美術研究所は1825年（文政8年）の創業で、代々「田畑喜八」を名乗る[175]。三代目は、友禅で初の人間国宝に認定された[175]。
34. ↑  株式会社岡重は1855年（安政2年）創業の名匠[176]。二代目が「友禅流し」と呼ばれる水本流しを最初に始めたとしている[176]。